# Großer Preis von Brasilien 1980
Der Große Preis von Brasilien 1980 (offiziell IX Grande Prêmio do Brasil) fand am 27. Januar auf dem Autódromo José Carlos Pace in São Paulo statt und war das zweite Rennen der Automobil-Weltmeisterschaft 1980.

## Berichte

### Hintergrund
Das Teilnehmerfeld des Großen Preises von Argentinien trat in unveränderter Form auch zum zweiten Saisonlauf in Brasilien an, der zwei Wochen danach stattfand.
In der Fahrerwertung führte Alan Jones mit drei Punkten vor Nelson Piquet und mit fünf Punkten vor Keke Rosberg. In der Konstrukteurswertung führte Williams-Ford mit drei Punkten vor Brabham-Ford und mit fünf Punkten vor Fittipaldi-Ford.

### Training
Jean-Pierre Jabouille qualifizierte sich im Renault RE20 für die Pole-Position vor Didier Pironi, Gilles Villeneuve, Carlos Reutemann, Jacques Laffite und René Arnoux.
Jones, der das Auftaktrennen gewonnen hatte, erreichte lediglich den zehnten Startplatz.
Die vier Piloten, die die Qualifikation verfehlten, waren dieselben wie zwei Wochen zuvor.

### Rennen
Villeneuve beschleunigte beim Start zwischen Jabouille und Pironi hindurch und übernahm dadurch die Führung. Laffite folgte auf dem dritten Rang hinter Pironi und vor Jabouille. Letzterer überholte seine beiden Landsmänner noch während der ersten Runde und übernahm im zweiten Umlauf die Führung.
Aufgrund schlechter werdender Reifen fiel Villeneuve zunächst hinter Elio de Angelis und Jones zurück, bevor er sich an der Box neue Reifen montieren ließ. Pironi steuerte ebenfalls die Box an und hinterließ Jabouille in Führung vor Laffite und Arnoux.
In der 14. Runde schied Laffite aufgrund eines Elektrikdefektes aus. Dadurch ergab sich eine Doppelführung für die beiden Renault-Piloten vor de Angelis, Jones, Riccardo Patrese und Alain Prost.
Durch Jabouilles Ausfall aufgrund eines Turboladerschadens übernahm Arnoux in der 25. Runde die Führung, verteidigte sie bis ins Ziel und stellte somit seinen ersten Sieg sicher.

## Meldeliste
| Team                          | Nr. | Fahrer                | Chassis        | Motor                    | Reifen |
| ----------------------------- | --- | --------------------- | -------------- | ------------------------ | ------ |
| Scuderia Ferrari SpA SEFAC    | 01  | Jody Scheckter        | Ferrari 312T5  | Ferrari 015 3.0 F12      | M      |
| Scuderia Ferrari SpA SEFAC    | 02  | Gilles Villeneuve     | Ferrari 312T5  | Ferrari 015 3.0 F12      | M      |
| Candy Tyrrell Team            | 03  | Jean-Pierre Jarier    | Tyrrell 009    | Ford Cosworth DFV 3.0 V8 | G      |
| Candy Tyrrell Team            | 04  | Derek Daly            | Tyrrell 009    | Ford Cosworth DFV 3.0 V8 | G      |
| Parmalat Racing Team          | 05  | Nelson Piquet         | Brabham BT49   | Ford Cosworth DFV 3.0 V8 | G      |
| Parmalat Racing Team          | 06  | Ricardo Zunino        | Brabham BT49   | Ford Cosworth DFV 3.0 V8 | G      |
| Marlboro Team McLaren         | 07  | John Watson           | McLaren M29    | Ford Cosworth DFV 3.0 V8 | G      |
| Marlboro Team McLaren         | 08  | Alain Prost           | McLaren M29    | Ford Cosworth DFV 3.0 V8 | G      |
| Team ATS                      | 09  | Marc Surer            | ATS D3         | Ford Cosworth DFV 3.0 V8 | G      |
| Team ATS                      | 10  | Jan Lammers           | ATS D3         | Ford Cosworth DFV 3.0 V8 | G      |
| Team Essex Lotus              | 11  | Mario Andretti        | Lotus 81       | Ford Cosworth DFV 3.0 V8 | G      |
| Team Essex Lotus              | 12  | Elio de Angelis       | Lotus 81       | Ford Cosworth DFV 3.0 V8 | G      |
| Unipart Racing Team           | 14  | Clay Regazzoni        | Ensign N180    | Ford Cosworth DFV 3.0 V8 | G      |
| Équipe Renault Elf            | 15  | Jean-Pierre Jabouille | Renault RE20   | Renault EF1 1.5 V6t      | M      |
| Équipe Renault Elf            | 16  | René Arnoux           | Renault RE20   | Renault EF1 1.5 V6t      | M      |
| Shadow Cars                   | 17  | Stefan Johansson      | Shadow DN11    | Ford Cosworth DFV 3.0 V8 | G      |
| Shadow Cars                   | 18  | Dave Kennedy          | Shadow DN11    | Ford Cosworth DFV 3.0 V8 | G      |
| Skol Fittipaldi Team          | 20  | Emerson Fittipaldi    | Fittipaldi F7  | Ford Cosworth DFV 3.0 V8 | G      |
| Skol Fittipaldi Team          | 21  | Keke Rosberg          | Fittipaldi F7  | Ford Cosworth DFV 3.0 V8 | G      |
| Marlboro Team Alfa Romeo      | 22  | Patrick Depailler     | Alfa Romeo 179 | Alfa Romeo 1260 3.0 V12  | G      |
| Marlboro Team Alfa Romeo      | 23  | Bruno Giacomelli      | Alfa Romeo 179 | Alfa Romeo 1260 3.0 V12  | G      |
| Équipe Ligier Gitanes         | 25  | Didier Pironi         | Ligier JS11/15 | Ford Cosworth DFV 3.0 V8 | G      |
| Équipe Ligier Gitanes         | 26  | Jacques Laffite       | Ligier JS11/15 | Ford Cosworth DFV 3.0 V8 | G      |
| Albilad-Williams Racing Team  | 27  | Alan Jones            | Williams FW07  | Ford Cosworth DFV 3.0 V8 | G      |
| Albilad-Williams Racing Team  | 28  | Carlos Reutemann      | Williams FW07B | Ford Cosworth DFV 3.0 V8 | G      |
| Warsteiner Arrows Racing Team | 29  | Riccardo Patrese      | Arrows A3      | Ford Cosworth DFV 3.0 V8 | G      |
| Warsteiner Arrows Racing Team | 30  | Jochen Mass           | Arrows A3      | Ford Cosworth DFV 3.0 V8 | G      |
| Osella Squadra Corse          | 31  | Eddie Cheever         | Osella FA1     | Ford Cosworth DFV 3.0 V8 | G      |

## Klassifikationen

### Qualifying
| Pos. | Fahrer                | Konstrukteur    | Qualifikationstraining 1 | Qualifikationstraining 1 | Qualifikationstraining 2 | Qualifikationstraining 2 | Start |
| Pos. | Fahrer                | Konstrukteur    | Zeit                     | Ø-Geschwindigkeit        | Zeit                     | Ø-Geschwindigkeit        | Start |
| ---- | --------------------- | --------------- | ------------------------ | ------------------------ | ------------------------ | ------------------------ | ----- |
| 01   | Jean-Pierre Jabouille | Renault         | 2:21,40                  | 200,470 km/h             | 2:23,10                  | 198,088 km/h             | 01    |
| 02   | Didier Pironi         | Ligier-Ford     | 2:22,42                  | 199,034 km/h             | 2:21,65                  | 200,116 km/h             | 02    |
| 03   | Gilles Villeneuve     | Ferrari         | 2:23,31                  | 197,798 km/h             | 2:22,17                  | 199,384 km/h             | 03    |
| 04   | Carlos Reutemann      | Williams-Ford   | 2:23,63                  | 197,357 km/h             | 2:22,26                  | 199,258 km/h             | 04    |
| 05   | Jacques Laffite       | Ligier-Ford     | 2:23,16                  | 198,005 km/h             | 2:22,30                  | 199,202 km/h             | 05    |
| 06   | René Arnoux           | Renault         | 2:22,31                  | 199,188 km/h             | 2:30,08                  | 188,875 km/h             | 06    |
| 07   | Elio de Angelis       | Lotus-Ford      | 2:23,48                  | 197,563 km/h             | 2:22,40                  | 199,062 km/h             | 07    |
| 08   | Jody Scheckter        | Ferrari         | 2:23,02                  | 198,199 km/h             | 2:23,04                  | 198,171 km/h             | 08    |
| 09   | Nelson Piquet         | Brabham-Ford    | 2:23,54                  | 197,481 km/h             | 2:23,16                  | 198,005 km/h             | 09    |
| 10   | Alan Jones            | Williams-Ford   | 2:23,38                  | 197,701 km/h             | 2:23,77                  | 197,165 km/h             | 10    |
| 11   | Mario Andretti        | Lotus-Ford      | 2:23,46                  | 197,591 km/h             | 2:23,46                  | 197,591 km/h             | 11    |
| 12   | Clay Regazzoni        | Ensign-Ford     | 2:25,68                  | 194,580 km/h             | 2:24,85                  | 195,695 km/h             | 12    |
| 13   | Alain Prost           | McLaren-Ford    | 2:24,95                  | 195,560 km/h             | 2:26,21                  | 193,875 km/h             | 13    |
| 14   | Riccardo Patrese      | Arrows-Ford     | 2:26,22                  | 193,861 km/h             | 2:25,06                  | 195,412 km/h             | 14    |
| 15   | Keke Rosberg          | Fittipaldi-Ford | 2:26,14                  | 193,967 km/h             | 2:25,74                  | 194,500 km/h             | 15    |
| 16   | Jochen Mass           | Arrows-Ford     | 2:25,75                  | 194,486 km/h             | 2:25,82                  | 194,393 km/h             | 16    |
| 17   | Bruno Giacomelli      | Alfa Romeo      | 2:25,80                  | 194,420 km/h             | 2:26,52                  | 193,464 km/h             | 17    |
| 18   | Ricardo Zunino        | Brabham-Ford    | 2:26,53                  | 193,451 km/h             | 2:29,68                  | 189,380 km/h             | 18    |
| 19   | Emerson Fittipaldi    | Fittipaldi-Ford | 2:26,94                  | 192,911 km/h             | 2:26,86                  | 193,016 km/h             | 19    |
| 20   | Marc Surer            | ATS-Ford        | 2:30,27                  | 188,636 km/h             | 2:27,10                  | 192,702 km/h             | 20    |
| 21   | Patrick Depailler     | Alfa Romeo      | 2:27,11                  | 192,688 km/h             | 2:30,23                  | 188,687 km/h             | 21    |
| 22   | Jean-Pierre Jarier    | Tyrrell-Ford    | 2:28,99                  | 190,257 km/h             | 2:27,15                  | 192,636 km/h             | 22    |
| 23   | John Watson           | McLaren-Ford    | 2:28,82                  | 190,474 km/h             | 2:27,29                  | 192,453 km/h             | 23    |
| 24   | Derek Daly            | Tyrrell-Ford    | 2:28,21                  | 191,258 km/h             | 2:28,44                  | 190,962 km/h             | 24    |
| DNQ  | Jan Lammers           | ATS-Ford        | 2:29,54                  | 189,557 km/h             | 2:29,64                  | 189,431 km/h             | –     |
| DNQ  | Dave Kennedy          | Shadow-Ford     | 2:31,49                  | 187,117 km/h             | 2:30,52                  | 188,323 km/h             | –     |
| DNQ  | Stefan Johansson      | Shadow-Ford     | 2:34,46                  | 183,519 km/h             | 2:31,48                  | 187,130 km/h             | –     |
| DNQ  | Eddie Cheever         | Osella-Ford     | 2:34,52                  | 183,448 km/h             | 2:34,60                  | 183,353 km/h             | –     |

### Rennen
| Pos. | Fahrer                | Konstrukteur    | Runden | Stopps | Zeit       | Start | Schnellste Runde |
| ---- | --------------------- | --------------- | ------ | ------ | ---------- | ----- | ---------------- |
| 01   | René Arnoux           | Renault         | 40     | 0      | 1:40:01,33 | 06    | 2:27,311 (22.)   |
| 02   | Elio de Angelis       | Lotus-Ford      | 40     | 0      | + 21,86    | 07    | 2:30,210         |
| 03   | Alan Jones            | Williams-Ford   | 40     | 0      | + 1:06,11  | 10    | 2:29,640         |
| 04   | Didier Pironi         | Ligier-Ford     | 40     | 1      | + 1:40,13  | 02    | 2:28,182         |
| 05   | Alain Prost           | McLaren-Ford    | 40     | 0      | + 2:25,41  | 13    | 2:30,883         |
| 06   | Riccardo Patrese      | Arrows-Ford     | 39     | 0      | + 1 Runde  | 14    | 2:32,124         |
| 07   | Marc Surer            | ATS-Ford        | 39     | 0      | + 1 Runde  | 20    | 2:31,221         |
| 08   | Ricardo Zunino        | Brabham-Ford    | 39     | 0      | + 1 Runde  | 18    | 2:31,894         |
| 09   | Keke Rosberg          | Fittipaldi-Ford | 39     | 0      | + 1 Runde  | 15    | 2:31,853         |
| 10   | Jochen Mass           | Arrows-Ford     | 39     | 0      | + 1 Runde  | 16    | 2:33,245         |
| 11   | John Watson           | McLaren-Ford    | 39     | 0      | + 1 Runde  | 23    | 2:33,433         |
| 12   | Jean-Pierre Jarier    | Tyrrell-Ford    | 39     | 0      | + 1 Runde  | 22    | 2:33,170         |
| 13   | Bruno Giacomelli      | Alfa Romeo      | 39     | 1      | + 1 Runde  | 17    | 2:31,111         |
| 14   | Derek Daly            | Tyrrell-Ford    | 38     | 0      | + 2 Runden | 24    | 2:30,540         |
| 15   | Emerson Fittipaldi    | Fittipaldi-Ford | 38     | 3      | + 2 Runden | 19    | 2:32,547         |
| 16   | Gilles Villeneuve     | Ferrari         | 36     | 1      | DNF        | 03    | 2:31,477         |
| –    | Patrick Depailler     | Alfa Romeo      | 33     | 0      | DNF        | 21    | 2:32,773         |
| –    | Jean-Pierre Jabouille | Renault         | 25     | 0      | DNF        | 01    | 2:27,979         |
| –    | Nelson Piquet         | Brabham-Ford    | 14     | 1      | DNF        | 09    | 2:31,273         |
| –    | Jacques Laffite       | Ligier-Ford     | 13     | 0      | DNF        | 05    | 2:29,077         |
| –    | Clay Regazzoni        | Ensign-Ford     | 13     | 3      | DNF        | 12    | 2:35,420         |
| –    | Jody Scheckter        | Ferrari         | 10     | 1      | DNF        | 08    | 2:28,640         |
| –    | Mario Andretti        | Lotus-Ford      | 1      | 0      | DNF        | 11    | 2:42,190         |
| –    | Carlos Reutemann      | Williams-Ford   | 1      | 0      | DNF        | 04    | 6:04,820         |

## WM-Stände nach dem Rennen
Die ersten sechs des Rennens bekamen 9, 6, 4, 3, 2 bzw. 1 Punkt(e). Es zählten nur die besten fünf Ergebnisse aus den ersten sieben Rennen und die besten fünf Ergebnisse aus den letzten sieben Rennen. In der Konstrukteurswertung wurden alle Resultate gewertet.

### Fahrerwertung
| Pos. | Fahrer           | Konstrukteur    | Punkte |
| ---- | ---------------- | --------------- | ------ |
| 01   | Alan Jones       | Williams-Ford   | 13     |
| 02   | René Arnoux      | Renault         | 9      |
| 03   | Nelson Piquet    | Brabham-Ford    | 6      |
| 04   | Elio de Angelis  | Lotus-Ford      | 6      |
| 05   | Keke Rosberg     | Fittipaldi-Ford | 4      |
| 06   | Derek Daly       | Tyrrell-Ford    | 3      |
| 07   | Didier Pironi    | Ligier-Ford     | 3      |
| 08   | Alain Prost      | McLaren-Ford    | 3      |
| 09   | Bruno Giacomelli | Alfa Romeo      | 2      |
| 10   | Riccardo Patrese | Arrows-Ford     | 1      |
| 11   | Ricardo Zunino   | Brabham-Ford    | 0      |
| 12   | Marc Surer       | ATS-Ford        | 0      |

| Pos. | Fahrer                | Konstrukteur    | Punkte |
| ---- | --------------------- | --------------- | ------ |
| 13   | Jochen Mass           | Arrows-Ford     | 0      |
| 14   | John Watson           | McLaren-Ford    | 0      |
| 15   | Jean-Pierre Jarier    | Tyrrell-Ford    | 0      |
| 16   | Emerson Fittipaldi    | Fittipaldi-Ford | 0      |
| 17   | Gilles Villeneuve     | Ferrari         | 0      |
| –    | Patrick Depailler     | Alfa Romeo      | 0      |
| –    | Jody Scheckter        | Ferrari         | 0      |
| –    | Clay Regazzoni        | Ensign-Ford     | 0      |
| –    | Jacques Laffite       | Ligier-Ford     | 0      |
| –    | Mario Andretti        | Lotus-Ford      | 0      |
| –    | Carlos Reutemann      | Williams-Ford   | 0      |
| –    | Jean-Pierre Jabouille | Renault         | 0      |

### Konstrukteurswertung
| Pos. | Konstrukteur    | Punkte |
| ---- | --------------- | ------ |
| 01   | Williams-Ford   | 13     |
| 02   | Renault         | 9      |
| 03   | Brabham-Ford    | 6      |
| 04   | Lotus-Ford      | 6      |
| 05   | Fittipaldi-Ford | 4      |
| 06   | Tyrrell-Ford    | 3      |
| 07   | Ligier-Ford     | 3      |

| Pos. | Konstrukteur | Punkte |
| ---- | ------------ | ------ |
| 08   | McLaren-Ford | 3      |
| 09   | Alfa Romeo   | 2      |
| 10   | Arrows-Ford  | 1      |
| 11   | ATS-Ford     | 0      |
| 12   | Ferrari      | 0      |
| –    | Ensign-Ford  | 0      |